# Schipbrug Deventer

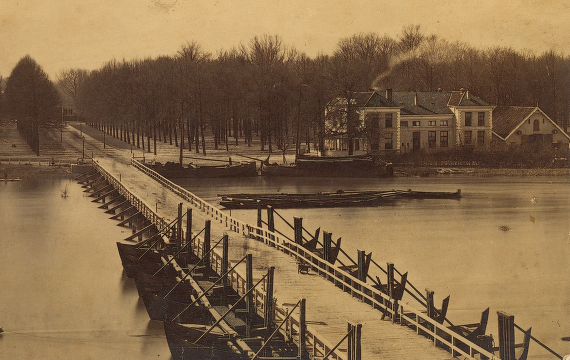
De brug in 1876

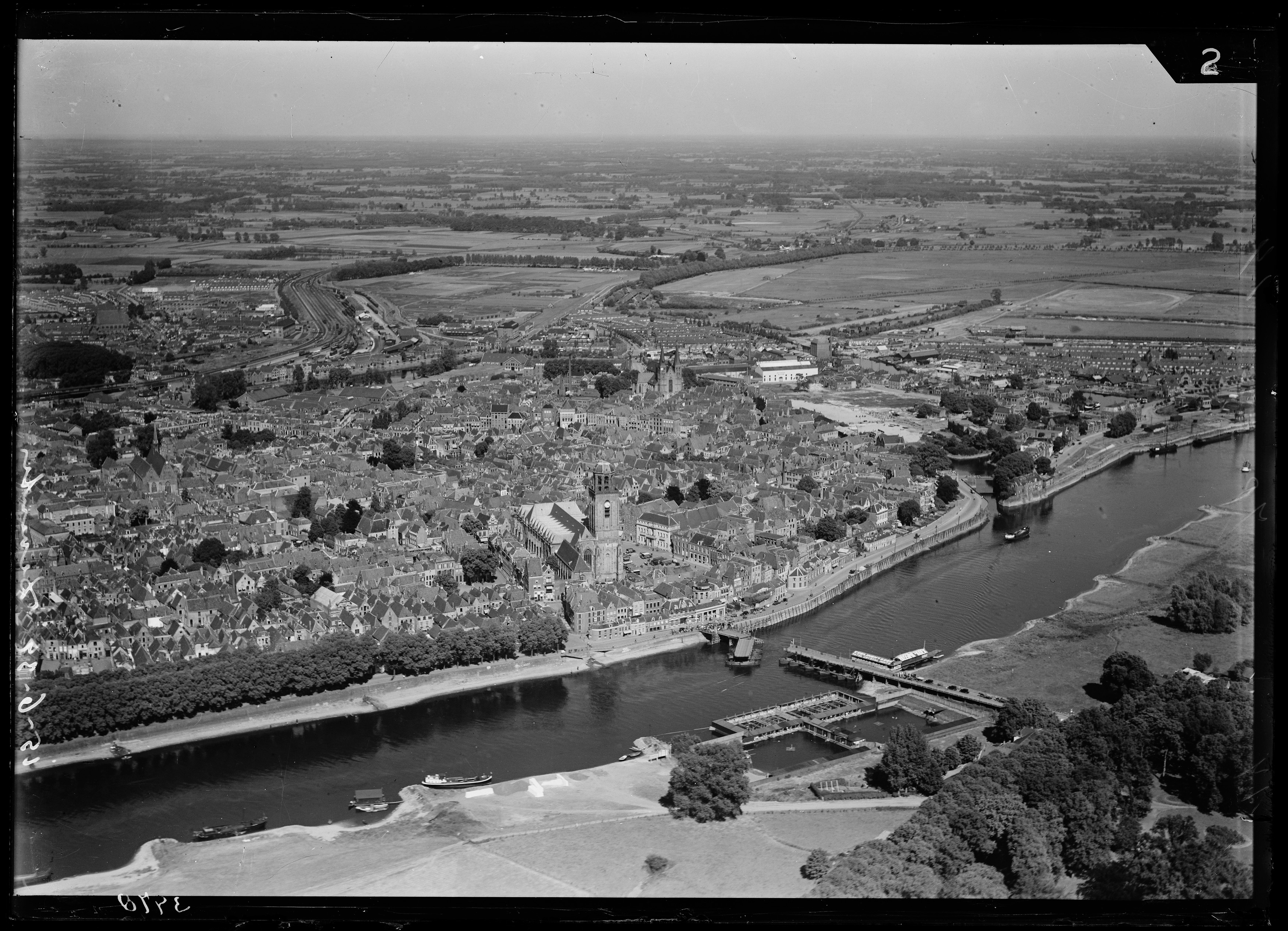
Geopende schipbrug rond 1935

De schipbrug te Deventer over de rivier de IJssel, op de grens tussen Gelderland en Overijssel, was van circa 1600 tot 1948 een schakel in het oost-westverkeer over de weg. Ze vormde een onderdeel van de route van West-Nederland naar Noord-Duitsland.

## Vaste voorgangers
De brug had tussen 1483 en 1578 verschillende vaste voorgangers. Die werden door natuur- of oorlogsgeweld even zovele malen vernield. De laatste keer in 1578 toen ze, bij het eerste Deventer beleg in de Tachtigjarige Oorlog, in brand werd gestoken. 
Pas na 1600 durfde men het vanwege het aanhoudende oorlogsgevaar aan in Deventer een nieuwe brug te slaan, en dat was de schipbrug.

## De schipbrug
Deze brug bestond uit twee vaste landhoofden en een wegdek dat over een aantal schuiten was gelegd, met een uitvaarbaar gedeelte. Voor kleinere schepen was er een ophaalbrug in het vaste gedeelte aan de stadszijde. De hoogte van het wegdek was binnen zekere grenzen aanpasbaar aan de waterstand in de IJssel, maar stremmingen vanwege hoogwater kwamen met enige regelmaat voor. Ook bij ijsgang moest de brug aan de kant gehaald worden omdat ze anders de kans liep te worden verbrijzeld.

## Het einde
Omdat de voormalige Hanzestad Deventer inmiddels veel minder belangrijk was dan in de middeleeuwen, had ze tot in de twintigste eeuw aan de schipbrug genoeg. Pas het op gang komen van het gemotoriseerde wegverkeer maakte dat de behoefte aan een nieuwe vaste oeververbinding steeds sterker werd gevoeld. Ook het drukkere verkeer op de rivier met almaar groter wordende boten was een reden om te pleiten voor een vaste brug. 
Bij onderzoek in 1927 bleek dat de brug overdag gemiddeld 3 uur en 25 minuten open was voor de scheepvaart.
Het duurde nog tot 1939 voor met de bouw van een vaste rivieroverspanning werd begonnen. De bouw van de boogbrug werd na mei 1940 gedurende de Tweede Wereldoorlog op last van de Duitse bezetters voortgezet en in 1943 kon de brug worden geopend. De schipbrug had afgedaan zo leek het. Nadat echter Duitse troepen in de laatste weken van de oorlog, net voor de komst van de Canadese bevrijders, de nieuwe brug wisten op te blazen moest noodgedwongen de schipbrug weer in bedrijf worden gesteld. Ze heeft nog tot 1948 dienstgedaan, toen op de plaats van de oude boogbrug de Wilhelminabrug was gebouwd. In 2015 is uit nostalgische overwegingen met geld van het project Ruimte voor de rivier een uitkijksteiger gelijkend op het oude bruggenhoofd aangelegd.